# Sougné
Sougné est un village situé sur le bord de l'Amblève. 
Le 17 novembre 1919, Sougné a fusionné avec Remouchamps pour former la commune de Sougné-Remouchamps.

## Toponymie
Plusieurs historiens ont vu en Sougné le chef-lieu des Sègnes ou Sègniens, sous-tribu gauloise mentionnée par Jules César durant sa conquête des Gaules vers l'an 52 avant Jésus-Christ. Or Sougné est mentionnée sous les formes Suingeis en 1148 et Suinheis en 1192, ce qui est incompatible phonétiquement avec cette explication. Il s'agit d'une formation gallo-romane en -(i)acas, accusatif pluriel du suffixe -(i)acum, d'origine gauloise marquant une localisation ou une propriété. Il a généralement abouti à la terminaison -ies en Belgique et l'extrème nord de la France. Le premier élément est un anthroponyme germanique, selon le cas général pour ces formations tardives. Maurits Gysseling propose un *Siguwiniacas sur la base du nom de personne germanique Siguwini (cf. les noms de personne Sigewin et Seguin).

## Personnalité.
- Marcellin La Garde ou Lagarde, écrivain romantique belge de langue française, est né le 2 décembre 1818 à Sougné et est mort à Saint-Gilles le 28 octobre 1889.